# Ларрис-Крик
Ларрис-Крик (англ. Larrys Creek) — река в штате Пенсильвания, США. Название река получила в честь Ларри Барта, первопроходца этих мест.
Длина реки составляет 36 км, площадь водосборного бассейна — 230,8 км². Берёт начало неподалёку от поселения Стрим-Веллей, течёт на юг. Впадает в западный приток реки Саскуэханна.
Первыми известными жителями долины реки были представители народа саскуэханноков. Им на смену пришли делавары и представители других племён. В XIX веке в бассейне реки производились лесозаготовки, было 53 лесопилки, мукомольные мельницы, кожевенные мастерские, велась добыча угля и железа. По данным на 2006 год 83,1 % бассейна реки занимали леса и 15,7 % — сельскохозяйственные земли.